# Szerszni (rejon winnicki)
Szerszni (ukr. Шершні) – wieś na Ukrainie, w obwodzie winnickim, w rejonie winnickim. W 2001 liczyła 901 mieszkańców, wśród których 870 wskazało jako ojczysty język ukraiński, 25 rosyjski, 4 mołdawski, a 2 inny.